# Ectoplasme (biologie)
Pour les articles homonymes, voir Ectoplasme.
 (novembre 2009).
Si vous disposez d'ouvrages ou d'articles de référence ou si vous connaissez des sites web de qualité traitant du thème abordé ici, merci de compléter l'article en donnant les références utiles à sa vérifiabilité et en les liant à la section « Notes et références ».

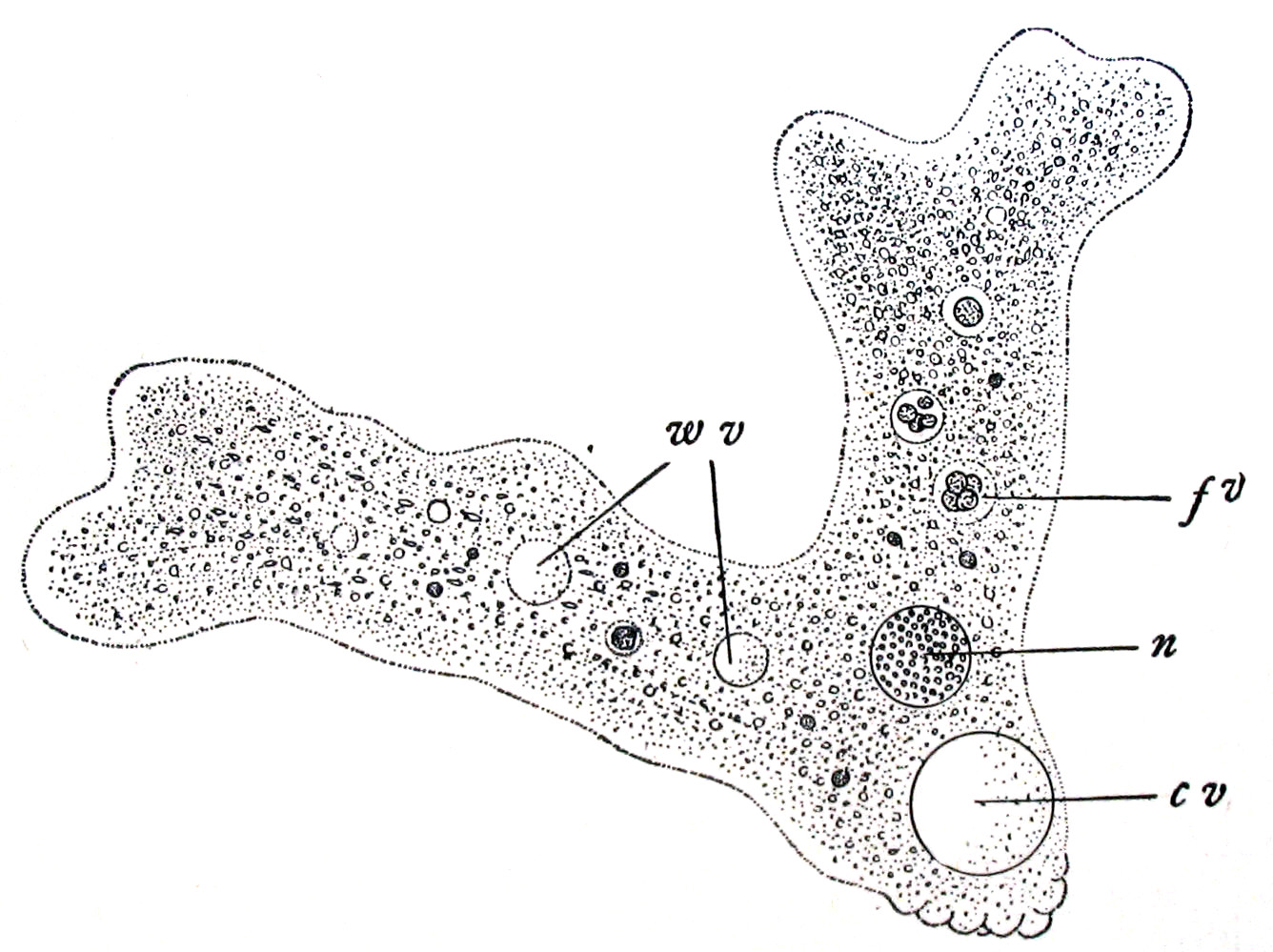
Amibe observée au microscope, 1900

En biologie cellulaire, l'ectoplasme est la zone externe du cytoplasme d'une cellule.
À l'inverse de l'endoplasme, l'ectoplasme forme la partie non fluide du cytoplasme. Du point de vue de sa composition, l'ectoplasme contiendra principalement les filaments d'actine, lui donnant ainsi un rôle dans les phénomènes de cyclose cellulaire.